# Мандзій Богдан Андрійович
Мандзій Богдан Андрійович (нар. 4 листопада 1933, с. Золота Слобода, нині Тернопільського району Тернопільської області — пом. 12 грудня 2017, Львів, Україна) — доктор технічних наук, професор кафедри теоретичної радіотехніки та радіовимірювань Національного університету «Львівська політехніка», почесний доктор Харківського національного університету, почесний професор НУ «Львівська політехніка». Заслужений працівник освіти України.

## Життєпис
Народився 4 листопада 1933 року у с. Золота Слобода Тернопільського району  Тернопільської обл.
1945 року був переселений до села Нирків (тепер Заліщицький район).
1956 р. — закінчив з відзнакою радіотехнічний факультет Львівського політехнічного інституту.
1966-1968 рр. — асистент кафедри теоретичної радіотехніки та радіовимірювання (ТРР) Львівського політехнічного інституту.
1968-1969 рр. — старший викладач кафедри ТРР.
1969-1976 рр. — доцент кафедри ТРР.
1972-1982 рр. — декан радіотехнічного факультету.
1976-1986 рр. — завідувач кафедри ТРР.
2001-2004 рр. — директор Інституту телекомунікацій, радіоелектроніки та електронної техніки. 

## Наукова робота
1968 р. захистив у Львівському політехнічному інституті кандидатську дисертацію «Анализ установившихся квазигармонических режимов в нелинейных автоколебательных системах», а в 1991 році — у Ленінградському електротехнічному інституті ім. Ульянова (Леніна) докторську дисертацію «Методы и средства повышения эффективности процедур схемотехнического проектирования радиоэлектронных устройств в надежностном аспекте».

Є автором понад 300 наукових статей, 3-х монографій, 2-х підручників та 11-ти навчальних посібників.
Основна тематика наукових досліджень: аналіз нелінійних електронних кіл та методи забезпечення надійності та якості радіоелектронних пристроїв і засобів телекомунікацій підготував 8 кандидатів та одного доктора технічних наук.

Читає лекції з дисциплін: «Основи теорії електронних кіл» та «Основи теорії сигналів».

Основні праці
1. Основи радіоелектроніки [Текст]: [навч. посіб. для студ. вищ. техн. навч.закл.] / Ю. Я. Бобало, Р. І. Желяк, М. Д. Кіселичник та ін. ; за ред. : Б. А. Мандзій ; Нац. ун-т «Львів. політехніка». — Львів: Нац. ун-т «Львів.політехніка», 2002. — 456 с: іл. — Бібліогр. : с. 455 (5 назв). — ISBN966-553-014-3
2. Основи теорії сигналів [Текст]: підруч. для вищ. навч. закл. України / Б. А. Мандзій, Р. І. Желяк ; за ред. : Б. А. Мандзій ; Нац. ун-т «Львів.політехніка». — Львів: Ініціатива, 2008. — 239 с., [1] арк. іл: іл. —Бібліогр. : с. 239 (11 назв). — ISBN 966-7172-11-6
3. Основи теорії електронних кіл [Текст]: [підруч. для студ. вищ. навч. закл.]/ Ю. Я. Бобало, Б. А. Мандзій, П. Г. Стахів та ін. ; за ред. : Ю. Я. Бобало ;Нац. ун-т «Львів. політехніка», Нац. техн. ун-т України «Київ. політехн. ін-т».— Львів: Львівська політехніка, 2008. — 330 с. : іл. + 1 ел. опт. диск (CD-ROM).— Бібліогр. : с. 330 6 назв). — ISBN 978-966-553-815-8
4. Математичні моделі та методи аналізу електронних кіл [Текст]: навч. посіб./ [Ю. Я. Бобало, Р. І. Желяк, М. Д. Кіселичник, Мандзій, Богдан Андрійович] ;за ред. Ю. Я. Бобала та Б. А. Мандзія ; Нац. ун-т «Львів. політехніка». — Львів: Вид-во Львів. політехніки, 2013. — 315, [4] с. : іл. — Авт. зазначено назвороті тит. арк. — Предм. покажч. : с. 312—315. — ISBN 978-617-607-355-0
5. Пристрої цифрових систем коміркового зв'язку [Текст]: навч. посібник / А. П. Бондарєв, Б. А. Мандзій. — Л. : ЗУКЦ, 2003. — 79 с. — ISBN 966-8445-00-7
6. Пристрої цифрових систем стільникового зв'язку: навч. посіб. / АндрійПетрович Бондарєв, Богдан Андрійович Мандзій, Сергій Васильович Давіденко; В.о. Нац. ун-т «Львівська політехніка».— Львів: Вид-во Львівської політехніки,2011.— 219 с. — Бібліогр.: с. 201—204 . —ISBN 978-617-607-184-6
7. Автоматизація моделювання поведінки радіоелектронних інформаційних систем /Б. Мандзій, Б. Волочій, Л. Озірковський, П. Клочко // Сучасні проблеми радіоелектроніки, телекомунікацій та приладобудування: матеріали IV Міжнар.наук.-техн. конф., Вінниця, Україна, 8-10 жовт. 2009 р. / Вінниц. нац. техн.ун-т [та ін.]. — Вінниця, 2009. — Ч. 2. — С. 19. -Бібліогр.: 1 назва.
8. Детектування багатопозиційних ФМ сигналів за низького відношення сигнал/шум/ А. Бондарєв, Б. Мандзій, І. Максимів // Сучасні проблеми радіоелектроніки, телекомунікацій та приладобудування: матеріали IV Міжнар. наук.-техн. конф.,Вінниця, Україна, 8-10 жовт. 2009 р. / Вінниц. нац. техн. ун-т [та ін.]. —Вінниця, 2009. — Ч. 1. — С. 71.
9. Енергетичні спектри сигналів, що представляють україномовні тексти / Б. А. Мандзій, А. Бенч // Радіоелектроніка та телекомунікації: [зб. наук. пр.] /відп. ред. Б. А. Мандзій. — Л. : Вид-во Нац. ун-ту «Львів. політехніка», 2009.— С. 157—161. — (Вісник / Нац. ун-т «Львів. політехніка» ; № 645). — Бібліогр.:5 назв.
10. Метод повышения помехоустойчивости приема сигналов с квадратурой фазовой манипуляцией / Б. А. Мандзий, А. П. Бондарев, И. П. Максимив // СВЧ-техника ителекоммуникационные технологии: материалы 19-й Междунар. крым. конф., 14-18сент. 2009 г., Севастополь, Крым, Украина / [Севастоп. нац. техн. ун-т и др.].— Севастополь: Вебер, 2009. — С. 244—245. — Библиогр.: 2 назв.
11. Mathematical model of linear parametric circuits relative to their externalnodes / Yu. Shapovalov, B. Mandziy, S. Mankowsky // Computational problems ofelectrical engineering: abstr. of X Intern. workshop, Waplewo, Poland, Sept.16-19, 2009. — Warsaw, 2009. — P. 20.
12. Spectral characteristics of Cyrillic letters encoded by line codes fordigital transmission /B. Mandziy, A. Bench, Y. Lipinsky // System modelling andcontrol: XIII Intern. conf., Oct. 12-14, 2009, Zakopane, Poland / Tech. Univ.of Lodz. — Lodz, 2009. — [4 p.]. — Bibliogr.: 1 title.
13. The peculiarities of analysis of linear parametric circuit performed byfrequency-symbolic method / Yu. Shapovalov, B. Mandziy, S. Mankowsky //Computational problems of electrical engineering: abstr. of X Intern. workshop, Waplewo, Poland, Sept. 16-19, 2009. — Warsaw, 2009. — P. 20.

## Нагороди та відзнаки
Богдан Мандзій нагороджений такими відзнаками:
- медаллю «За трудову доблесть» (1986 р.),
- медаллю «Ветеран праці» (1987 р.),
- нагрудним знаком Міністерства зв'язку СРСР [Архівовано 28 березня 2015 у Wayback Machine.] «Почесний радист СРСР» (1989 р.),
- нагрудним знаком «Відмінник народної освіти УРСР»(1992 р.),
- нагрудним знаком «За отличные успехи в работе» Міністерства освіти СРСР (1992 р.),
- Почесним знаком Міністерства вищої і фахової освіти НДР (1979 р.),
- Почесними грамотами Міністерства освіти СРСР (1982 р.) та Кабінету Міністрів України (2004 р.).
- У 2002 р. йому присуджено звання Почесний доктор Харківського національного університету радіоелектроніки, а у 2011 р. — Почесний професор Львівської політехніки[1].
- Заслужений працівник освіти України (2016)[2]